# بيتر سميت (كاتب)
بيتر سميت (بالهولندية: Peter Smit)‏ هو كاتب للأطفال وكاتب هولندي، ولد في 13 أبريل 1952 في آوتخيست في هولندا.

## وصلات خارجية
- بيتر سميت على موقع ميوزك برينز (الإنجليزية)